# 9669 Symmetria
A 9669 Symmetria (ideiglenes jelöléssel 1997 NC3) egy kisbolygó a Naprendszerben. Paul G. Comba fedezte fel 1997. július 8-án.